# Сагайдачне (село)
Сагайдачне (колишня назва — до 2024 р. — Максима Горького,Іванівка) — село в Україні, у Новорайській сільській громаді Бериславського району Херсонської області. Населення становить 645 осіб.

## Населення

### Мовний склад
Рідна мова населення за даними перепису 2001 року:
| Мова       | Чисельність, осіб | Доля     |
| ---------- | ----------------- | -------- |
| Українська | 617               | 95,66 %  |
| Російська  | 27                | 4,19 %   |
| Інше       | 1                 | 0,15 %   |
| Разом      | 645               | 100,00 % |

## Назва
З 2024 року село носить назву на честь гетьмана Війська Запорозького Петра Сагайдачного.

## Історія
Історична назва села — Іванівка.
Село постраждало від Голодомору, проведеного радянським урядом у 1932—1933 роках. Згідно з мартирологом Національної книги пам'яті України, складеного на основі свідчень очевидців (зокрема Голуб В. Р.) 2007 року, загинула 1 особа — Хільченко Фросина.
22 червня 2023 року рішенням № 230 Національної комісії зі стандартів державної мови віднесено до списку населених пунктів, які «можуть не відповідати лексичним нормам української мови», зокрема стосуватися «російської імперської чи колоніальної політики». Громаді рекомендовано обґрунтувати доцільність збереження поточної назви або запропонувати нову назву в установленому законодавством порядку.
10 квітня 2024 року Комітет Верховної Ради України з питань організації державної влади, місцевого самоврядування, регіонального розвитку та містобудування підтримав повернення селу історичної назви Іванівка. Остаточне перейменування відбудеться лише після успішного голосування у Верховній Раді.
19 вересня 2024 року постановою № 12043 Верховної Ради України село Максима Горького Херсонської області перейменували на село Сагайдачне.